# Karáskova galerie
Karáskova galerie je sbírka umění, kterou začal shromažďovat Jiří Karásek ze Lvovic v 90. letech 19. století. Původně měla být grafickým kabinetem starých mistrů po vzoru vídeňské Albertiny, ale později se významně rozšířila a obsahuje kolem 38 000 položek, zejména obrazy, kresby, grafické listy, plastiky, autogramy a plakáty. Je součástí sbírek Památníku národního písemnictví.

## Historie sbírky do roku 1938

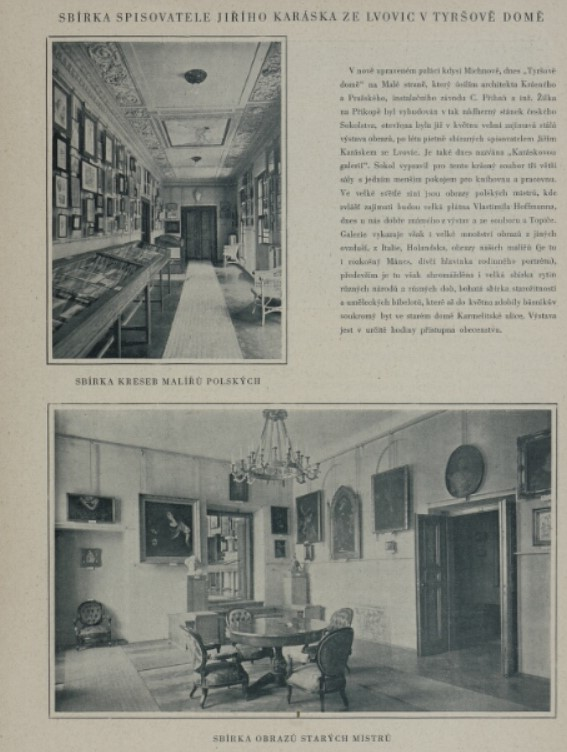
Sbírka Jiřího Karáska ze Lvovic v Tyršově domu (1925)

Jiří Karásek ze Lvovic začal sbírat kresby a grafiku poté, co jako pětadvacetiletý mladý muž navštívil sbírku Albertiny ve Vídni. Jako c. k. poštovní asistent navštěvoval v letech 1896-1899 Vídeň pravidelně a navázal kontakt s tamějšími sběrateli. Náhoda mu pomohla získat podstatnou část Landsingerovy sbírky kreseb starých mistrů, pocházejících převážně z Florencie. Pravost kreseb ověřil dr. Beyersdorf z mnichovské Pinakotéky. V následujících letech se sbírání starých kreseb a grafických listů věnoval soustavně a spoléhal především na solidnost aukčních domů v Paříži, Amsterodamu, Berlíně, Mnichově a Vídni. Nakupoval převážně díla z pozůstalosti sběratelů, kteří byli zárukou pravosti. Jeho cílem bylo vybudovat v Praze veřejně přístupný grafický kabinet starých mistrů. V roce 1917 sbírka obsahovala 117 kreseb a rytin, které získal na aukcích a od pražských obchodníků se starožitnostmi.
Karásek zakoupil větší množství listů ze sbírek Vojtěcha Lanny mladšího a barona Lipharta a jednotlivá díla z řady šlechtických sbírek, nebo od pražských sběratelů dr. Tomana, V. Weitnera nebo Nowopackého. Při odborném zpracování sbírek a určení autorů mu pomáhali např. holandský znalec F. Lugt nebo sběratel dr. de Vries. Evropská sbírka Karáskovy galerie, budovaná převážně od 90. do konce 20. let, obsahuje 1 500 kreseb a jsou v ní zastoupeny všechny významné školy – italská, francouzská, německá, holandská a španělská.
Hlavním poradcem se stal přítel, polský malíř Wlastimil Hofman a jeho manželka Ada, kteří pro Karáska v letech 1919-1920 nakupovali na pařížských aukcích a pomohli také ke získání hodnotných děl polského umění z přelomu století. Karásek byl také v kontaktu s krakovským sdružením Mloda Polska a Stanisławem Wyspiańskim. Jako redaktor Moderní revue se seznámil s polským symbolistou Stanisławem Przybyszewskim. V následujících letech (1917-1925) se sbírka rozrostla především o polské umění a díla žijících českých umělců, kteří patřili do okruhu Moderní revue.
Roku 1924 uzavřel Karásek darovací smlouvu s Československou obcí sokolskou, která mu zaručovala doživotní vliv na vývoj sbírky a zároveň umožnila sbírku vystavit v Tyršově domě na Malé Straně. Sbírka byla instalována v pěti místnostech Tyršova domu a Karáskova galerie byla slavnostně otevřena 17. května 1925. Setkala se s příznivým ohlasem, mimo jiné díky setrvávajícímu obrozeneckému naladění české společnosti. V prvních letech existence sbírku obohatily četné dary umělců a sběratelů nebo finanční podpora Zemské banky, později též četné odkazy výtvarných pozůstalostí. Zároveň se rozrůstal fond knihovny a archiv písemností. Karáskovi se nepodařilo získat cennou sbírku moderního umění svého redakčního kolegy Arnošta Procházky, který roku 1925 náhle zemřel, aniž by uskutečnil příslib svou sbírku odkázat Karáskově galerii. Procházkova sbírka se v následujících letech rozptýlila mezi sběratele.
Někteří členové obce sokolské se jako dobrovolní pracovníci podíleli na katalogizaci, jiní se stali mecenáši galerie. Na podnět T. G. Masaryka zapůjčilo Ministerstvo školství a národní osvěty Karáskově galerii soubor obrazů zakoupených na výstavě slovanského umění. K popularitě galerie přispěla sama sokolská organizace pořádáním hromadných návštěv, např. během Všesokolských sletů. Rekordní návštěvnost měla galerie v době X. sletu roku 1938.
Roku 1933 Karásek ukončil zaměstnání poštovního úředníka a začal se věnovat pouze činnosti galerie. Objem sbírek si vyžádal rozšíření galerie o další prostory a roku 1936 byla otevřena nová expozice jako Slovanská obrazárna. Knihovna se postupně rozrostla na 50 000 svazků a z archivu vznikla sbírka kulturněhistorických dokumentů, autogramů a rukopisů.

## Období Protektorátu Čechy a Morava (1939–1945)
V prvním období okupace v Protektorátu Čechy a Morava, v souladu s podmínkou uvedenou v darovací listině, Karásek prohlásil sbírku za soukromý majetek a zabránil její bezprostřední konfiskaci německými úřady. Polské a ruské umění ukryl např. u přátel. Roku 1941 byla galerie uzavřena a měla se vystěhovat, protože v Tyršově domě byl zřízen německý vojenský lazaret. Stěhování bylo nařízeno roku 1943 a postupně určena a opět rušena různá místa, kam měla být galerie přemístěna – letohrádek Belveder, Břevnovský klášter, tělocvična ve Střešovicích, Invalidovna. Nakonec byla galerie a knihovna evakuována do Chotkova paláce. Během války se sbírka rozrostla o četné dary a odkazy.

## Poválečná historie
Již v květnu 1945 rozhodla Čs. obec sokolská o obnovení galerie a uvolnila pro ni celé III. patro (celkem 15 místností) a také I. patro v Tyršově domě. Nová instalace měla být otevřena k XI. Všesokolskému sletu v roce 1948. Roku 1949 stát zabavil zapůjčená díla slovanského umění a uložil je do nepřístupného depozitáře Národní galerie. Expozice musela být přeinstalována. Karáskův zdravotní stav se od roku 1944 nepřetržitě zhoršoval a po komunistickém převratu se osud „polosoukromé“ sbírky stal nejistý. Karásek stačil před svou smrtí převést správu na kuratorium pod vedením starosty Čs. obce sokolské dr. Josefa Truhláře.
Po Karáskově úmrtí roku 1951 se sbírka i nadále rychle rozrůstala o dary a odkazy. Roku 1952 přijal ÚV KSČ usnesení o Organizaci tělesné výchovy a sportu, na kterou měl dohlížet Státní výbor pro tělesnou výchovu a sport. Karáskova galerie byla zestátněna a roku 1955 výnosem Ministerstva školství a kultury převedena pod správu Památníku národního písemnictví, který sídlil ve Strahovském klášteře.

## Sbírky 19. a 20. století
Karásek pro svou sbírku kupoval zejména kresby a grafiku. Malby pocházejí především z darů a odkazů. Nejvýznamnější součástí sbírky jsou díla umělců z okruhu Moderní revue a členů skupiny Sursum, kteří byli spjati se symbolismem. Díla zakladatelů moderního předválečného umění darovali do sbírky mecenáši Sokola. Otakar Kubín, který byl Karáskovým přítelem, věnoval galerii své grafické listy. Sbírka soch pochází z darů a představuje hlavně sádrové modely, busty a plakety. Ucelený soubor soch daroval Karáskově galerii architekt Josef Fanta. Sbírka obsahuje také téměř 350 plakátů, z nichž nejcennější jsou díla Alfonse Muchy, Luďka Marolda, Jana Preislera nebo Vojtěcha Preissiga.
Ve sbírce 19. a 20. století jsou zastoupeni
Malíři
- František Bílek
- Hugo Boettinger
- Alois Bouda
- Anna Boudová Suchardová
- Cyril Bouda
- Jaroslav Bouda
- Zdenka Braunerová
- Vratislav Hugo Brunner
- Josef Čapek
- Petr Dillinger
- Ferdiš Duša
- František Dvořák (Brunner)
- Helena Emingerová
- Viktor Foerster
- Karel Hlaváček
- Vlastislav Hofman
- Emil Holárek
- Miloslav Holý
- Václav Hradecký
- Adolf Kašpar
- František Kaván
- Marie Louisa Kirschnerová
- František Kobliha
- Jan Konůpek
- Pravoslav Kotík
- Zdeněk Kratochvíl
- Rudolf Kremlička
- Otakar Kubín
- Bohumil Kubišta
- Emil Artur Longen
- Anna Macková
- Luděk Marold
- Václav Mašek
- Alfons Mucha
- František Muzika
- Emil Orlik
- Jaroslav Panuška
- Olga Theofila Pikhartová
- Maxmilián Pirner
- Jan Preisler
- Vojtěch Preissig
- Josef Prinke
- Václav Rabas
- Vlastimil Rada
- Zdeněk Rykr
- Jakub Schikaneder
- Vladimír Silovský
- Miroslav Sylla
- Tavík František Šimon
- Václav Špála
- Karel Špillar
- Max Švabinský
- Karel Teige
- Josef Váchal
- Jan Vochoč
- Jan Zrzavý

Ilustrátoři a tvůrci městských vedut
- František Horký
- Miloš František Klicman
- Vojtěch Kubašta
- Richard Lauda
- Josef Richard Marek
- Vladislav Röhling
- Jaroslav Skrbek
- Viktor Stretti
- Jaromír Stretti-Zamponi
- Otakar Vaňáč
- Karel Vik
- Jan Charles Vondrouš

Sochaři
- Vilím Amort
- František Bílek
- Celda Klouček
- Jan Kodet
- Josef Mařatka
- Josef Mauder
- Josef Václav Myslbek
- Karel Opatrný
- Antonín Popp
- Antonín Procházka
- František Přítel
- Vojtěch Sapík
- Bohuslav Schnirch
- Josef Strachovský
- Stanislav Sucharda
- Jan Štursa
- Ladislav Toman
- František Úprka
- Bohumil Vlček